# Clavado en un bar
„Clavado en un bar“ (volně česky Zabitý v baru) je píseň mexické popové kapely Maná. Singl vyšel 4. září 1997 a byl nahrán ve studiích Conway Studios, Ocean Way Recording a Puerta Azul-Mobile v Los Angeles, Hollywoodu (USA) a Puerto Vallarta (Mexiko). Dostal se na 12. a 5. místo v amerických POPlatinových žebříčcích. Jeho producenty jsou Fher Olvera a Alex González.